# Charancieu
Charancieu är en kommun i departementet Isère i regionen Auvergne-Rhône-Alpes i sydöstra Frankrike. Kommunen ligger i kantonen Saint-Geoire-en-Valdaine som tillhör arrondissementet La Tour-du-Pin. År 2022 hade Charancieu 748 invånare.

## Befolkningsutveckling
Antalet invånare i kommunen Charancieu
Referens:INSEE